# Casse-tête chinois
Série trilogie de Cédric Klapisch
Les Poupées russes
(2005) Salade grecque (série TV)
Pour plus de détails, voir Fiche technique et Distribution.
Casse-tête chinois est un film franco-américano-belge réalisé par Cédric Klapisch et sorti en 2013.
Troisième et dernier film de la trilogie de Cédric Klapisch, il fait suite à L'Auberge espagnole (2002) et Les Poupées russes (2005). Il est suivi d'une série télévisée, Salade grecque (2023).

## Synopsis
La quarantaine, Xavier Rousseau est père de famille et trouve la vie toujours aussi compliquée. Devenu écrivain, il vit à Paris avec Wendy, une Anglaise qu'il a connue dans sa colocation étudiante à Barcelone et avec laquelle il a deux enfants. À Paris vit également Isabelle, une Belge qu'il a aussi connue dans cette colocation. Elle est en couple avec une Sino-américaine et elles souhaitent avoir un enfant. Isabelle va alors demander à Xavier s'il veut bien fournir son sperme pour une procréation assistée avant que le couple ne parte s'installer à New York où Isabelle s'est vu proposer un travail à la Bourse. Xavier finalement accepte. Peu après, alors que son couple à lui bat de l'aile, Wendy décide de quitter Xavier et part elle aussi s'installer à New York avec les deux enfants chez un Américain qu'elle a récemment rencontré.
Xavier ne peut alors se résoudre à laisser ses enfants partir loin de lui. Il se rend donc lui aussi à  Big Apple où il est hébergé un temps chez Isabelle et sa compagne mais il doit se démener pour trouver un travail et un logement, qu'il finit par obtenir dans le quartier de Chinatown, grâce à la compagne d'Isabelle. Pour pouvoir rester aux États-Unis, il décide de contracter un mariage blanc, avec une Sino-Américaine dont il a aidé un membre de la famille, chauffeur de taxi, qui se faisait agresser. Mais les choses se compliquent lorsque son ex petite amie et désormais juste amie Martine, en pleine rupture et crise existentielle, débarque avec ses enfants chez eux et que le service d'immigration, très suspicieux, enquête sur le mariage de Xavier.

## Fiche technique
- Titre original : Casse-tête chinois[1]
- Titre international : Chinese Puzzle
- Réalisation : Cédric Klapisch
- Scénario et dialogues : Cédric Klapisch
- Musique : Loïk Dury et Christophe Minck[2]
- Direction artistique : Matteo De Cosmo et Valérie Rozanes
- Décors : Roshelle Berliner et Marie Cheminal
- Costumes : Lee Harper
- Photographie : Natasha Braier
- Son : Niels Barletta, Cyril Holtz, Damien Lazzerini, Cyril Moisson
- Montage : Anne-Sophie Bion
- Production : Bruno Levy, Cédric Klapisch et Arlette Zylberberg
  - Production déléguée : Raphaël Benoliel et Carol Cuddy
  - Coproduction : Gaëtan David, Buzz Koenig et André Logie
- Sociétés de production[3] :
  - France : Ce Qui Me Meut Motion Pictures, Studiocanal
  - États-Unis : Opposite Field Pictures
  - Belgique : La Compagnie Cinématographique et Panache Productions, avec la participation de Belgacom
- Sociétés de distribution[4] : Studiocanal (France) ; Cohen Media Group (États-Unis) ; Cinéart (Belgique) ; Les Films Séville (Québec) ; Frenetic Films (Suisse romande)
- Budget : 17,29 millions d’ €[5]
- Pays de production :  France,  États-Unis,  Belgique
- Langues originales : français, anglais, espagnol, chinois, yiddish
- Format[6] : couleur (Technicolor) - 35 mm / D-Cinema - 1,85:1 (Panavision) - son Dolby | DTS (Dolby 5.1)
- Genre : comédie romantique
- Durée : 117 minutes
- Dates de sortie[7] :
  - France : 23 août 2013 (Festival du film francophone d'Angoulême) ; 4 décembre 2013 (sortie nationale)
  - Suisse romande : 4 décembre 2013[8]
  - Belgique : 11 décembre 2013[9],
  - Québec : 24 avril 2014[10]
  - États-Unis : 24 avril 2014 (Festival COLCOA) ; 26 avril 2014 (Festival international du film de San Francisco) ; 3 mai 2014 (Festival du film de Montclair) ; 16 mai 2014 (sortie nationale / Festival international du film de Seattle) ; 31 juillet 2014 (Festival du film de Traverse City)
- Classification[11] :
  - France : tous publics[12]
  - États-Unis : interdit aux moins de 17 ans (R – Restricted)[Note 1]
  - Belgique : tous publics (Alle Leeftijden)[9]
  - Québec : tous publics - déconseillé aux jeunes enfants (G - General Rating)[10]
  - Suisse romande : interdit aux moins de 12 ans[13]

## Distribution
- Romain Duris : Xavier Rousseau
- Kelly Reilly : Wendy
- Audrey Tautou : Martine
- Cécile de France : Isabelle
- Sandrine Holt : Ju
- Flore Bonaventura : Isabelle, la babysitter
- Jochen Hägele : Schopenhauer / Hegel
- Benoît Jacquot : le père de Xavier
- Martine Demaret : la mère de Xavier
- Dominique Besnehard : l'éditeur
- Zinedine Soualem : M. Boubaker
- Pablo Mugnier-Jacob : Tom
- Margaux Mansart : Mia
- Peter Hermann : John
- Jason Kravits : l'avocat new-yorkais de Xavier
- Peter McRobbie : l'agent du bureau de l'immigration
- Vanessa Guide : l'infirmière
- Kyan Khojandi : Antoine Garceau
- Li Jun Li : Nancy
- Cédric Klapisch : le photographe (caméo)

Photos des acteurs principaux
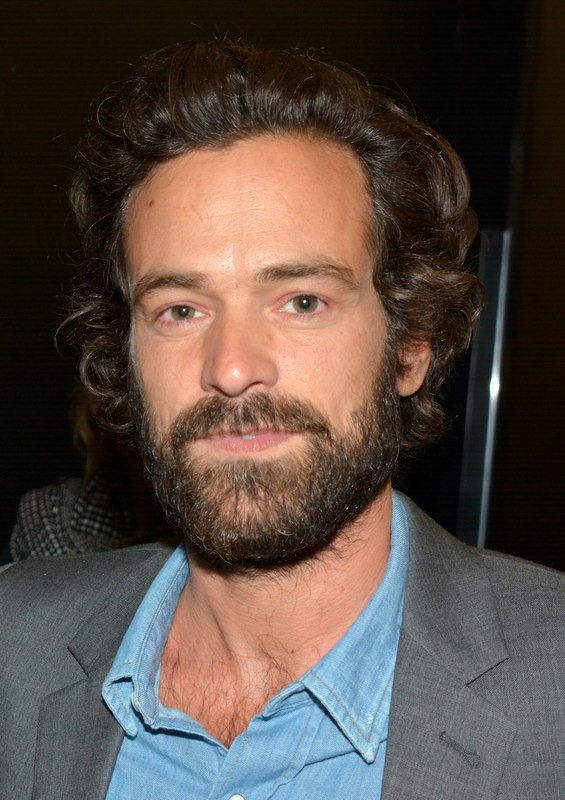
Romain Duris
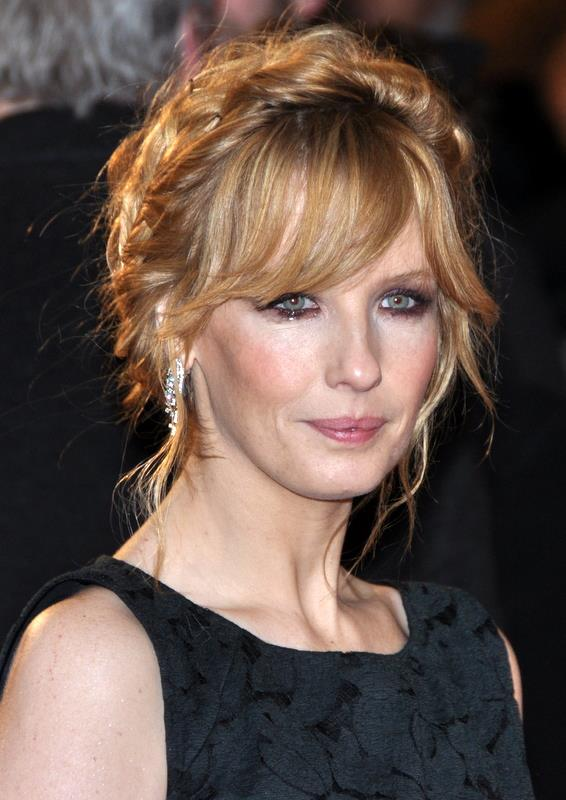
Kelly Reilly
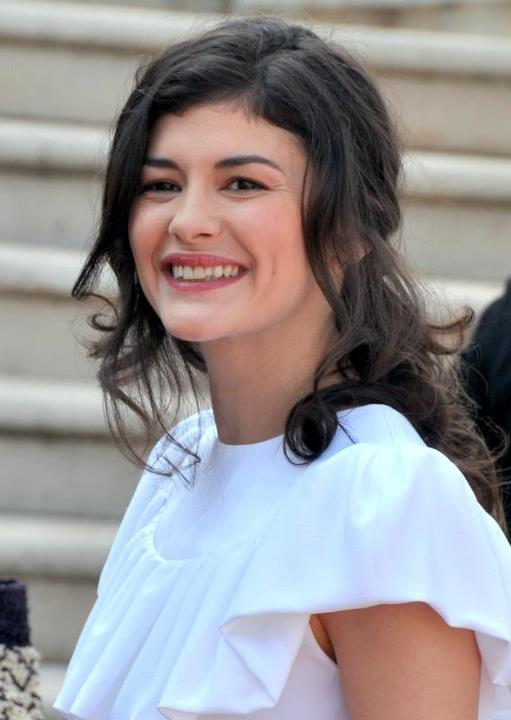
Audrey Tautou
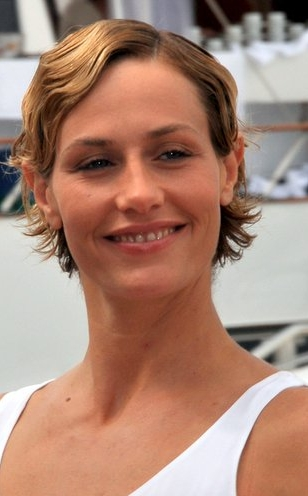
Cécile de France
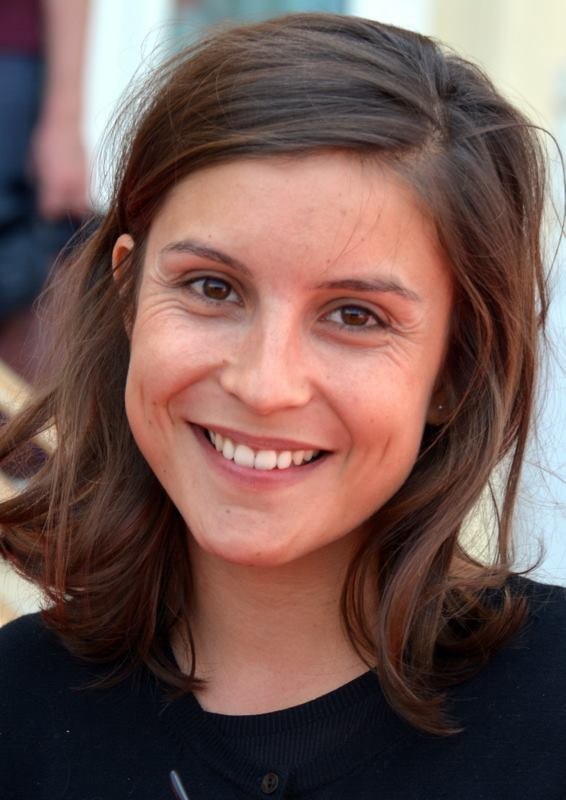
Flore Bonaventura
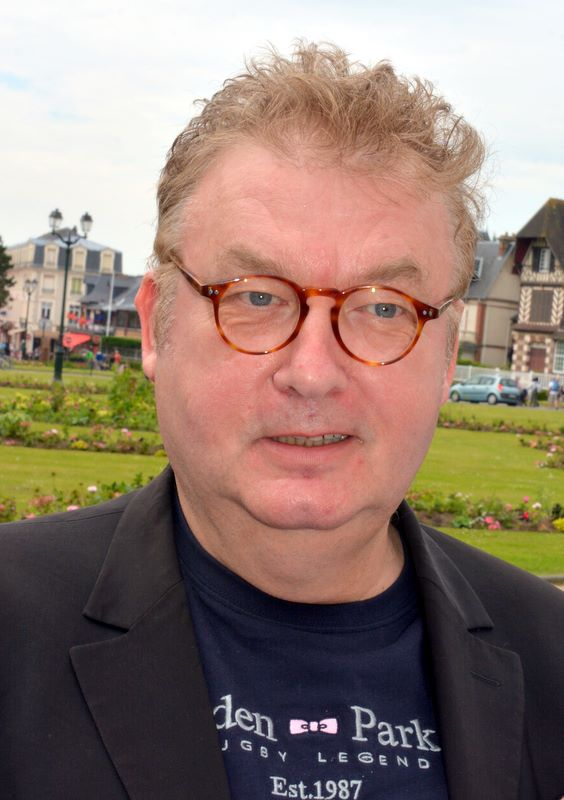
Dominique Besnehard

## Accueil

### Critique
Sur le portail AlloCiné, la note moyenne de 835 critiques de spectateurs est de 3,8 étoiles sur 5.
Sur aVoir-aLire.com sous le titre de l’article La classe américaine du 19 avril 2023 : Le dernier opus d’une trilogie vive et spirituelle, auquel on pardonne obligeamment ses faiblesses pour mieux jouir de ses acquis humains et de ses truculentes saynètes. […] Sans être indigeste un seul instant, Casse-tête chinois en a pourtant tous les attributs. Le cinéaste effleure avec légèreté de nombreux sujets de société, comme le travail clandestin, la mondialisation ou encore l’homoparentalité.
La rédaction FilmDeCulte a écrit : Casse-tête chinois est traversé de très belles idées  (un simple travelling muet, concluant de façon assez forte une scène-clé via une utilisation subtile de Ground Zero) et qui aboutit surtout à un propos sain, dans son optimisme. Note FilmDeCulte :  4 étoiles sur 6.

### Box-office
- France : 1 515 154  entrées[17] (13 semaines à l'affiche)

Le 7 janvier 2014, après seulement 5 semaines d'exploitation, le film atteint en France plus de 1 400 000 entrées au box-office pour terminer avec deux fois moins d'entrées que Les Poupées russes.

## Distinctions
Entre 2013 et 2014, Casse-tête chinois a été sélectionné 6 fois dans diverses catégories et a remporté 2 récompenses,.

### Récompenses
- Festival du film de Sarlat 2013 : Prix du jury jeune pour Cédric Klapisch.
- Festival du film de Cabourg 2014 : Premier rendez-vous pour Flore Bonaventura.

### Nomination
- Festival du film de Sarlat 2013 :
  - Prix des Lycéens pour Cédric Klapisch,
  - Salamandre d'Or du meilleur Film pour Cédric Klapisch.
- César 2014 : Meilleure musique originale pour Loïk Dury et Christophe Minck.
- Festival international du film de San Francisco 2014 : Meilleur long métrage narratif pour Cédric Klapisch.

## Trilogie
1. L'Auberge espagnole de Cédric Klapisch avec Romain Duris, Kelly Reilly,Cécile de France, Audrey Tautou (2002)
2. Les Poupées russes de Cédric Klapisch avec Romain Duris, Kelly Reilly, Cécile de France, Audrey Tautou (2005)
3. Casse-tête chinois de Cédric Klapisch avec Romain Duris, Kelly Reilly, Cécile de France, Audrey Tautou (2013)

La saga se poursuit avec la série télévisée Salade grecque (2023). Elle se focalise sur les enfants de Xavier et Wendy.